# Юпи, Джафер
Джафер Бей Юпи (алб. Xhaferr Bej Ypi; 12 января 1880, Старье, Османская империя (ныне область Корча, Албания) — 17 декабря  1940, там же) — албанский политический и государственный деятель. Премьер-министр Албании в 1922 году. Адвокат.

## Биография
Сын помещика, крупного землевладельца. Образование получил на юридическом факультете университета в Стамбуле. В 1900—1912 годах служил чиновником Османской администрации. Бекташи.
В 1920 году представлял Дуррес на Конгрессе в Люшне, на котором был одобрен конституционный акт о полной независимости Албании. После был назначен префектом Берата, а с ноября 1920 по 1921 год занимал пост министра юстиции, министра внутренних дел Албании.
Как лидер Народной партии Албании (Partia Popullore), в конце декабря 1921 года сформировал правительство, членами которого были Фан Ноли (министр иностранных дел) и Ахмет Зогу (министр внутренних дел). После отставки в 1922 году Фана Ноли исполнял обязанности министра иностранных дел. Со 2 декабря 1922 г. по 31 января 1925 г. был членом Высшего совета (коллегиальный глава государства, формально при князе Вильгельме Виде). В июне 1924 года в результате Июньской революции покинул Албанию, но официально продолжал занимать свой пост.
При короле Ахмете Зогу был главным инспектором Королевского двора. В 1928—1929 годах занимал пост министра народного просвещения.
После бегства короля Ахмета Зогу из-за Итальянского вторжения в Албанию в 1939 году, с 9 по 12 апреля был председателем и уполномоченным по вопросам юстиции Комитета временной администрации и как таковой исполняющим обязанности главы государства.
С 12 апреля 1939 г. был министром юстиции в правительстве Шефкета Верладжи.
Погиб в результате бомбардировки во время войны между Грецией и Италией возле своей деревни.